# Irumua bifurcata
Irumua bifurcata – gatunek kosarza z podrzędu Laniatores i rodziny Assamiidae.